# Morski Oddział Straży Granicznej

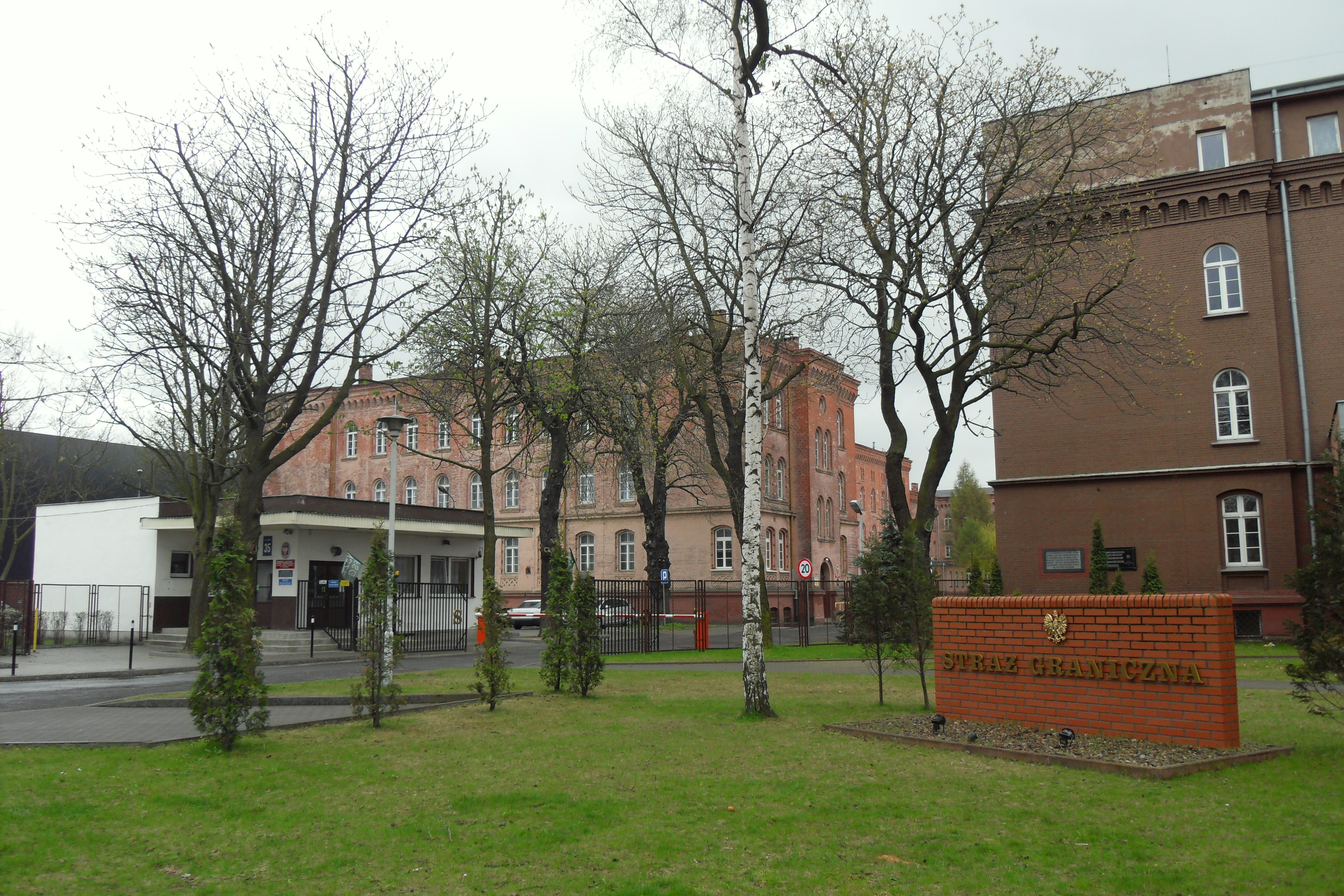
Siedziba komendy oddziału

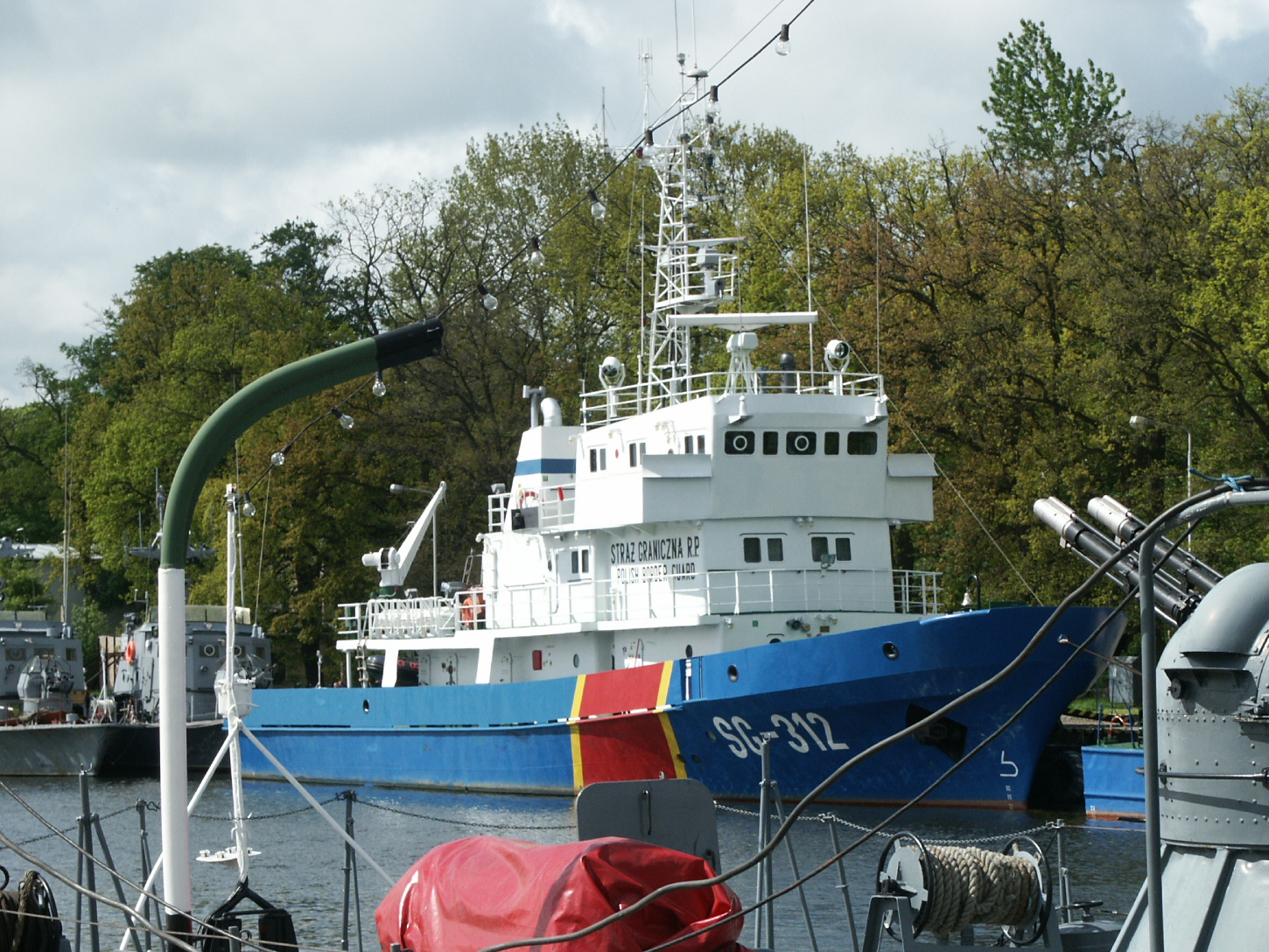
Jednostka pływająca SG-312 "Kaper-2" w Kołobrzegu

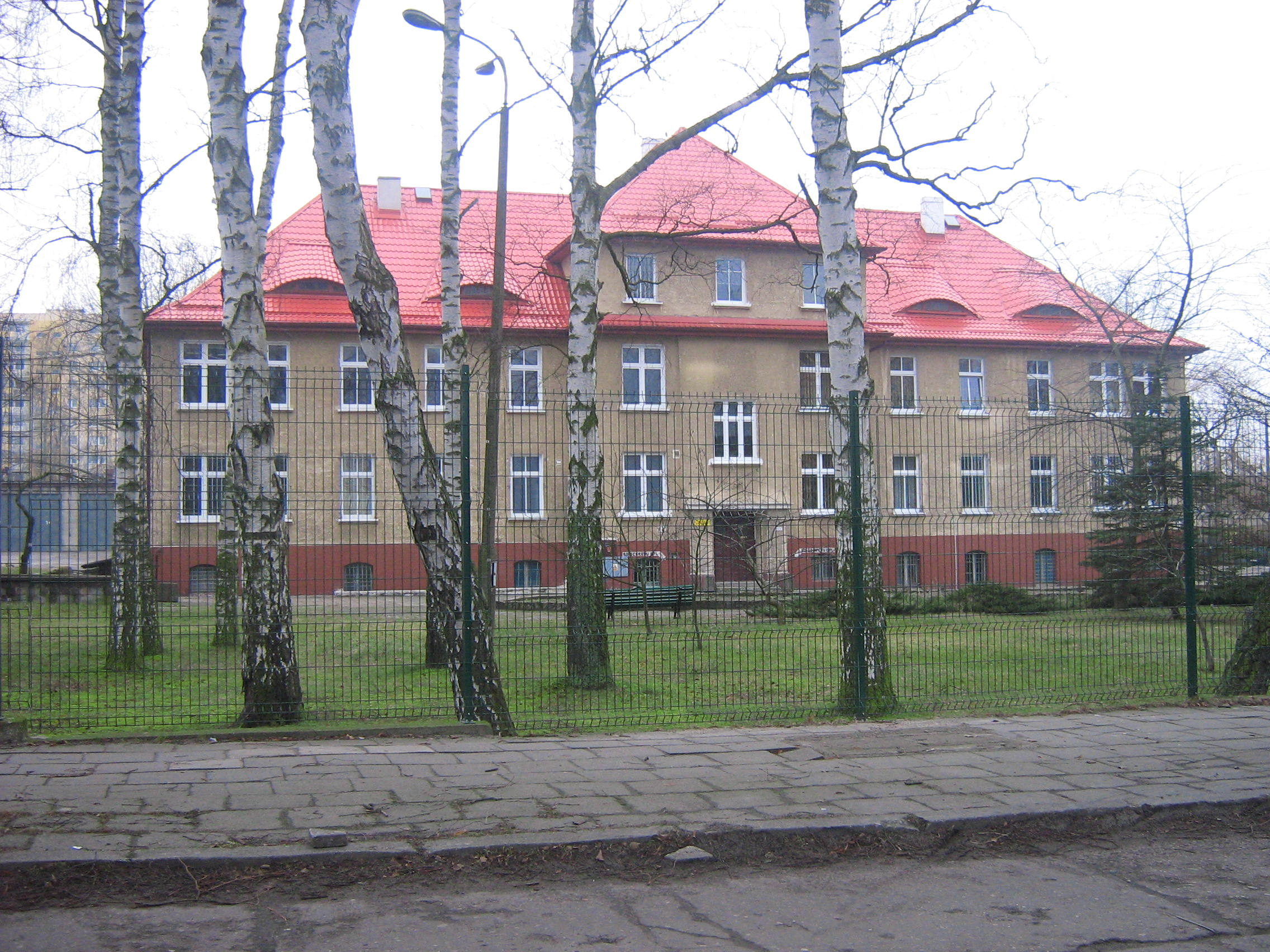
Pomorski Dywizjon Straży Granicznej

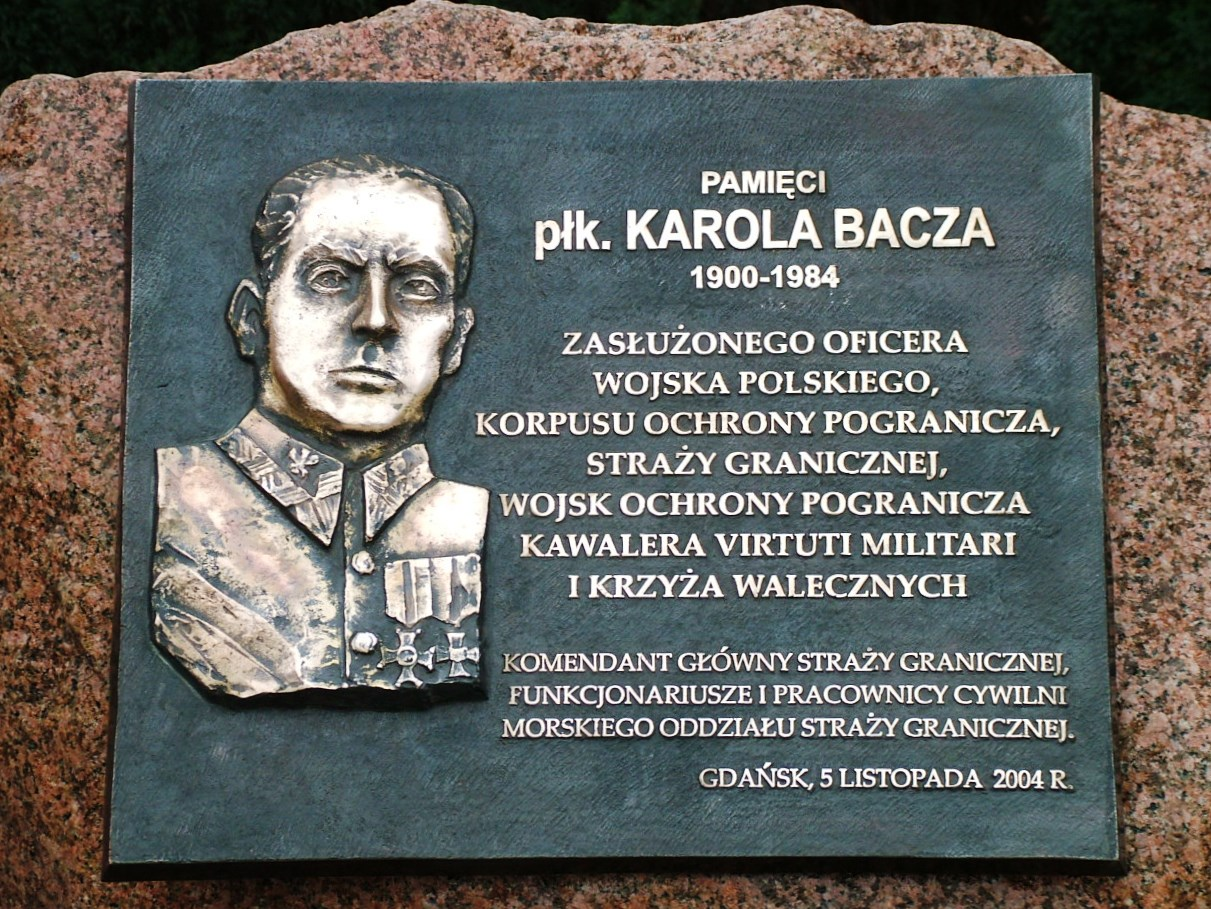
Tablica upamiętniająca Karola Bacza

Morski Oddział Straży Granicznej im. płk. Karola Bacza – jeden z dziewięciu oddziałów Straży Granicznej. Swoją siedzibę ma w Gdańsku.

## Formowanie i zmiany organizacyjne
Morski Oddział Straży Granicznej powstał 1 sierpnia 1991 roku na bazie przekazanych Straży Granicznej części sił i środków zreformowanej Morskiej Brygady Okrętów Pogranicza, która do tego dnia organizacyjnie wchodziła w skład Marynarki Wojennej. Na wiosnę 1992 roku zorganizowano nadmorskie struktury Straży Granicznej. Przeformowano Morski Oddział Straży Granicznej dołączając do niego siły z rozformowanych oddziałów Straży Granicznej: Kaszubskiego w Gdańsku i Bałtyckiego w Kołobrzegu oraz części Pomorskiego w Szczecinie.
W 2004 roku oddziałowi nadano imię pułkownika Karola Bacza.
27 listopada 2006 roku Morski Oddział Straży Granicznej otrzymał sztandar.
Zarządzeniem nr 64 Komendanta Głównego Straży Granicznej z dnia 2 listopada 2010 roku określono i wprowadzono symbol Morskiego Oddziału Straży Granicznej.
Siedziba komendy Oddziału mieści się w zabytkowych koszarach z XIX wieku w Nowym Porcie. Ich budowę prowadzono w latach 1882-1885. Do II wojny światowej stacjonowały tu wojska artylerii. Są tu też budynki plebanii i kaplicy. Po wojnie stacjonowali tu żołnierze SZ PRL oraz Wojsk Ochrony Pogranicza (poprzednik SG).

## Zadania Morskiego OSG
Do podstawowych zadań należy przede wszystkim:
- ochrona nienaruszalności granicy morskiej przed nielegalną migracją;
- organizowanie kontroli ruchu granicznego w przejściach granicznych oraz zapewnienie sprawności odpraw i płynności ruchu granicznego;
- wykrywanie przestępstw i wykroczeń granicznych oraz ściganie ich sprawców;
- zwalczanie przemytu zorganizowanego i przeciwdziałanie przemytowi narkotyków, broni oraz substancji radioaktywnych przez przejścia graniczne i z otwartego morza;
- ochrona ważnych szlaków komunikacyjnych;
- zapewnienie porządku publicznego i bezpieczeństwa w przejściach granicznych, komunikacji lotniczej, szlakach komunikacyjnych, polskich obszarach morskich i strefie nadgranicznej;
- ochrona interesów ekonomicznych RP na polskich obszarach morskich;
- wykrywanie zanieczyszczeń środowiska morskiego i ustalanie jego sprawców;
- udział w akcjach poszukiwawczo–ratowniczych na morzu.

## Zasięg terytorialny
Długość odcinka granicy państwowej w terytorialnym zasięgu działania Morskiego Oddziału Straży Granicznej wynosi 639,87 km.
Długość granicy morskiej wynosi 439,74 km
w tym:
- długość granicy państwowej na morzu (zewnętrzna granica morza terytorialnego) – 395,31 km,
- długość odcinka rozgraniczającego morze terytorialne RP i RFN – 22,22 km,
- długość odcinka rozgraniczającego morze terytorialne RP i FR – 22,21 km.

Długość odcinka granicy na morskich wodach wewnętrznych:
- Zalew Wiślany – 10,21 km,
- Jezioro Nowowarpieńskie oraz Zalew Szczeciński – 20,16 km.

Od 1 lipca 2013 roku obszarem swojego działania obejmuje województwo pomorskie, województwo zachodniopomorskie oraz wchodzące w skład województwa warmińsko-mazurskiego: powiat elbląski, miasto na prawach powiatu Elbląg i z powiatu braniewskiego gminę Frombork, a także polskie obszary morskie określone w odrębnych przepisach.
Od 1 kwietnia 2011 roku zasięg terytorialny oddziału obejmował: województwo pomorskie, wchodzące w skład województwa zachodniopomorskiego powiaty: białogardzki, gryficki, kamieński, kołobrzeski, koszaliński, sławieński, miasta na prawach powiatu: Koszalin i Świnoujście, wchodzące w skład województwa warmińsko-mazurskiego: powiat elbląski, miasto na prawach powiatu Elbląg i z powiatu braniewskiego gmina Frombork oraz polskie obszary morskie określone w odrębnych przepisach z wyłączeniem morskich wód wewnętrznych na rzece Odrze na północ od granicy morskiego portu morskiego Szczecin do linii prostej łączącej brzegi Zalewu Szczecińskiego, przechodzącej przez boję „TN-C” północnego toru podejściowego do portu morskiego Trzebież i stawę „N” na wyspie Chełminek.
Od 15 stycznia 2002 roku zasięg terytorialny oddziału obejmował:
a) województwo pomorskie, wchodzące w skład województwa zachodniopomorskiego powiaty: białogardzki, gryficki, kamieński, kołobrzeski, koszaliński, sławieński, miasto na prawach powiatu Koszalin i polskie obszary morskie określone w odrębnych przepisach z wyłączeniem morskich wód wewnętrznych, na rzece Odrze na północ od granicy morskiego portu handlowego Szczecin do linii prostej łączącej brzegi Zalewu Szczecińskiego, przechodzącej przez boję „TN-C” północnego toru podejściowego do portu morskiego Trzebież i stawę „N” na wyspie Chełminek,
b) województwo kujawsko-pomorskie — w zakresie lotniczych przejść granicznych określonych w odrębnych przepisach.
W terytorialnym zasięgu działania oddziału terenowymi organami Straży Granicznej byli: komendant oddziału, komendanci strażnic, granicznych placówek kontrolnych i dywizjonów Straży Granicznej, a po reorganizacji i ujednoliceniu struktur w 2005 roku jest: komendant oddziału, komendanci placówek i dywizjonów Straży Granicznej.

## Struktura organizacyjna
Od 2003 roku funkcjonowanie Morskiego Oddziału Straży Granicznej regulowało Zarządzenie nr 32 Komendanta Głównego Straży Granicznej z dnia 17 września 2003 roku w sprawie nadania regulaminu organizacyjnego Komendzie Morskiego Oddziału Straży Granicznej im. płk. Karola Bacza w Gdańsku, zmienionego zarządzeniem nr 63 z dnia 28 sierpnia 2008 roku i nr 84 z dnia 16 listopada 2009 roku.
Od 24 sierpnia 2005 roku w miejsce dotychczas funkcjonujących strażnic oraz granicznych placówek kontrolnych utworzono placówki Straży Granicznej. Funkcjonariusze i pracownicy pełniący służbę i zatrudnieni w strażnicach oraz granicznych placówkach kontrolnych Straży Granicznej stali się odpowiednio funkcjonariuszami i pracownikami placówek Straży Granicznej.

### Graniczne jednostki organizacyjne Morskiego OSG (do 28 lutego 2015 roku)
- Placówka Straży Granicznej w Krynicy Morskiej;
- Placówka Straży Granicznej w Międzyzdrojach do 31 marca 2010 r.;
- Placówka Straży Granicznej w Gdańsku do 28 lutego 2015 r.;
- Placówka Straży Granicznej w Gdańsku-Rębiechowie do 28 lutego 2015 r.[19];
- Placówka Straży Granicznej w Gdyni;
- Placówka Straży Granicznej we Władysławowie;
- Placówka Straży Granicznej w Ustce;
- Placówka Straży Granicznej w Kołobrzegu;
- Placówka Straży Granicznej w Darłowie do 28 lutego 2015 r.[19];
- Placówka Straży Granicznej w Łebie do 28 lutego 2015 r.[19];
- Placówka Straży Granicznej w Świnoujściu;
- Placówka Straży Granicznej w Elblągu;
- Placówka Straży Granicznej w Rewalu do 28 lutego 2015 r.[19];
- Placówka Straży Granicznej w Szczecinie od 1 listopada 2013 r.;
- Pomorski Dywizjon Straży Granicznej w Świnoujściu;
- Kaszubski Dywizjon Straży Granicznej w Gdańsku-Westerplatte;

--
Od 1 maja 2014 roku funkcjonowanie Morskiego Oddziału Straży Granicznej reguluje Zarządzenie nr 53 Komendanta Głównego Straży Granicznej z dnia 18 kwietnia 2014 roku w sprawie nadania regulaminu organizacyjnego Komendzie Morskiego Oddziału Straży Granicznej imienia płk. Karola Bacza w Gdańsku (Dz. Urz. 2014.72).
Komendą Oddziału kieruje komendant oddziału przy pomocy zastępców komendanta oddziału, głównego księgowego oraz kierowników komórek organizacyjnych komendy oddziału.
W skład komendy oddziału wchodzą komórki organizacyjne, o których mowa poniżej, oraz Zespół Stanowisk Samodzielnych.
Zespół Stanowisk Samodzielnych, w skład którego wchodzą radca prawny i kapelan, jest bezpośrednio nadzorowany przez komendanta oddziału.
Komórkami organizacyjnymi komendy oddziału są:
- Wydział Graniczno-Morski;
- Wydział Operacyjno-Śledczy;
- Wydział do Spraw Cudzoziemców;
- Wydział Koordynacji Działań;
- Wydział Łączności i Informatyki;
- Wydział Kadr i Szkolenia;
- Pion Głównego Księgowego;
- Wydział Techniki i Zaopatrzenia;
- Wydział Techniki Morskiej
- Wydział Zabezpieczenia Działań;
- Wydział Ochrony Informacji;
- Wydział Kontroli i Audytu Wewnętrznego;
- Wydział Analiz, Informacji i Współpracy Międzynarodowej.
- Służba Zdrowia Morskiego Oddziału Straży Granicznej z siedzibą w Gdańsku.

Funkcjonariusze Morskiego OSG prowadzą wraz z niemiecką Policją Federalną wspólną placówkę w Pomellen, jednak nie jest ona administracyjnie wyodrębniona.

### Graniczne jednostki organizacyjne Morskiego OSG od 1 marca 2015 roku

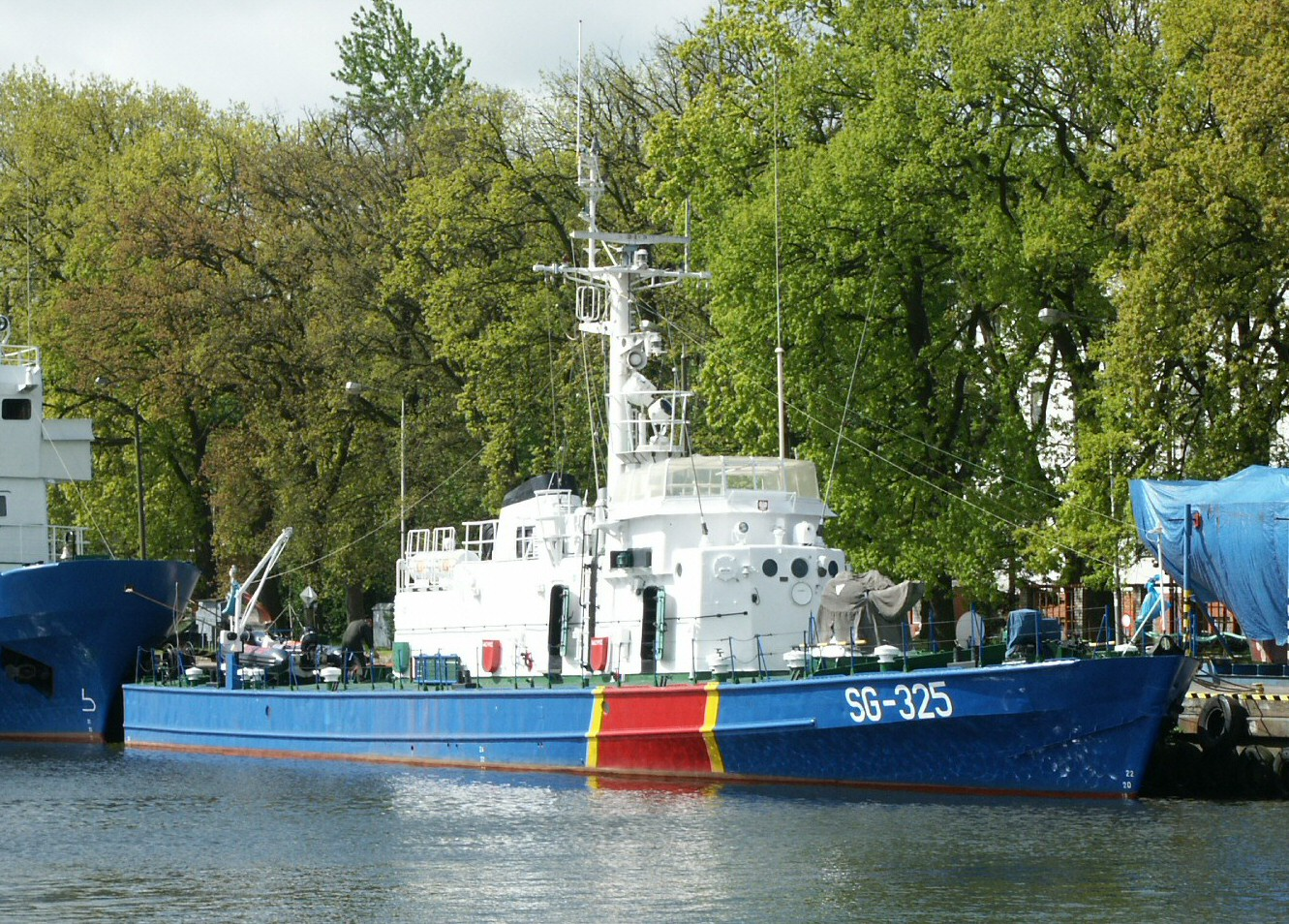
Okręt patrolowy SG-325 „Tęcza” projektu 912

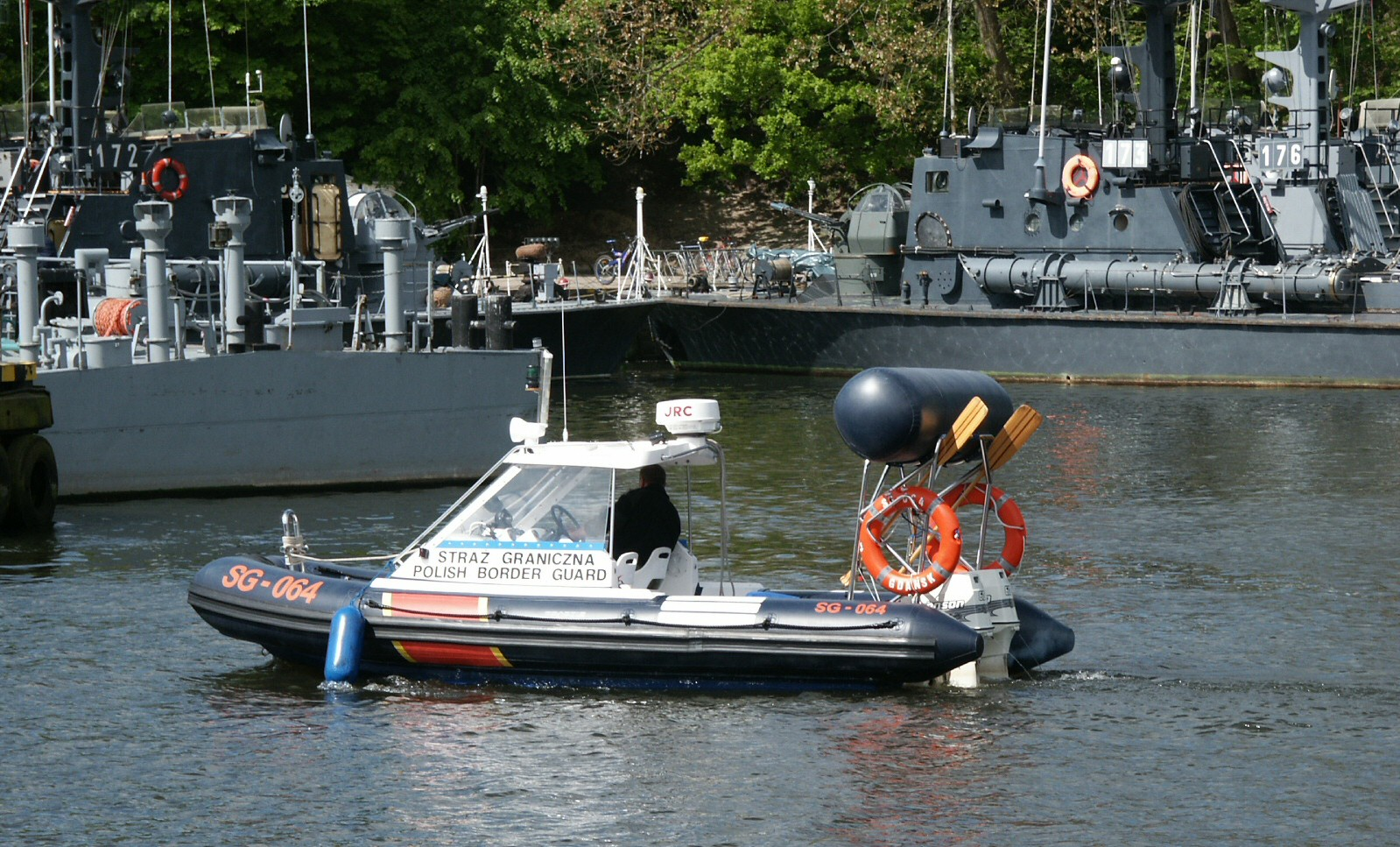
Łódź hybrydowa Morskiego Oddziału Straży Granicznej SG-064

- Placówka Straży Granicznej w Szczecinie:
- Placówka Straży Granicznej w Świnoujściu:
  - Grupa Zamiejscowa w Rewalu[19];
- Placówka Straży Granicznej w Kołobrzegu:
  - Grupa Zamiejscowa w Darłowie[19];
- Placówka Straży Granicznej w Ustce:
- Placówka Straży Granicznej we Władysławowie:
  - Grupa Zamiejscowa w Łebie[19];
- Placówka Straży Granicznej w Gdyni:
- Placówka Straży Granicznej w Gdańsku (utworzona 1 marca 2015 r.)[19]:
- Placówka Straży Granicznej w Krynicy Morskiej;
- Placówka Straży Granicznej w Elblągu:
- Pomorski Dywizjon Straży Granicznej w Świnoujściu;
- Kaszubski Dywizjon Straży Granicznej w Gdańsku.

## Wyposażenie Morskiego OSG
Do wykonania zadań na polskich obszarach morskich m.in. dysponuje w sumie 56 jednostkami pływającymi różnych projektów oraz samolotami patrolowymi – 1 PZL M28, 2 Let L-410 i 1 śmigłowcem W3 AM „Anakonda” – z I Wydziału Lotniczego Zarządu Granicznego KG SG.
Jednostki pływające:
| Typ               | Jednostki                                                                               | Zdjęcie | Przeznaczenie           |
| ----------------- | --------------------------------------------------------------------------------------- | ------- | ----------------------- |
| OPV 70            | „Generał Józef Haller” (SG-301)                                                         |         | patrolowe               |
| SKS-40            | „Kaper-1” (SG-311) „Kaper-2” (SG-312)                                                   |         | patrolowe               |
| Patrol 240 Baltic | „Patrol 1” (SG-111) „Patrol 2” (SG-112)                                                 |         | patrolowe               |
| SAR-1500          | „Strażnik-1” (SG-211) „Strażnik-2” (SG-212)                                             |         | interwencyjno-pościgowe |
| Griffon 2000TD    | „SG-411” „SG-412”                                                                       |         | poduszkowiec            |
| IC 16 M III       | „Strażnik-3” (SG-213) „Strażnik-4” (SG-214) „Strażnik-5” (SG-215) „Strażnik-6” (SG-216) |         | interwencyjno-pościgowe |
| Parker 900 Baltic | 4                                                                                       |         | interwencyjno-pościgowe |

Poprzednio w skład MOSG wchodziło także między innymi 5 okrętów patrolowych projektu 912 i 3 okręty patrolowe projektu 205 („Gdynia”, „Elbląg” i „Szczecin”).
Dodatkowo MOSG posiada:
- 2 jachty,
- 30 łodzi hybrydowych (pontonów) różnych wielkości m.in. typu TM-1025 2IB CABIN, TM-923 OB i TM-623 OB CABIN TECHNO MARINE[24]

W sierpniu 2019 ogłoszono przetarg na dostawę pełnomorskiej jednostki patrolowej o długości 60-66 m, szerokości min. 10,5 m, zanurzeniu ok. 3,5 m i wyporności ok. 1000 ton. Ma ona pomieścić stałą 20-osobową załogę plus 14 dodatkowych osób. Na pełnym morzu będzie mogła przebywać bez przerwy nawet dwa tygodnie. Swoją ofertę złożyło tylko konsorcjum gdyńskich stoczni Nauta i Stoczni Wojennej, należących do państwowej Polskiej Grupy Zbrojeniowej, jednakże jej wartość (ponad 147,6 mln zł) znacząco przekroczyła zapreliminowaną przez Straż Graniczną kwotę 111,4 mln zł (z czego ponad 100 mln zł pochodzić miało z Funduszu Bezpieczeństwa Wewnętrznego na lata 2014-20). W powtórzonym przetargu realizację zamówienia zapewniła sobie firma Socarenam z Francji; jej podwykonawcą została firma Baltic Operator z Gdańska.
W II połowie 2019 w trzecim przetargu udało się natomiast wyłonić wykonawcę 20-metrowej łodzi patrolowej dla Kaszubskiego Dywizjonu Straży Granicznej, która ma zostać dostarczona do 30 października 2020 roku. Jej wykonawcą została prywatna firma z Malborka. Szacowana przez Zamawiającego wartość zamówienia, wynosząca 8 mln zł, została dwukrotnie przekroczona przez państwowe stocznie, które również złożyły ofertę.